# Project Syndicate

Project Syndicate (Logo)

Das Project Syndicate ist eine internationale Non-Profit-Organisation mit Sitz in Prag, in der nach eigenen Angaben zurzeit über 430 Zeitungen und Zeitschriften aus 150 Ländern mit einer Gesamtauflage von fast 70 Mio. Exemplaren zusammengeschlossen sind.

## Zweck
Das Syndikat verbreitet jährlich weltweit Hunderte von Kommentaren, die von maßgeblichen Publizisten, Wissenschaftlern, Politikern und politischen Aktivisten verfasst worden sind. Es lässt die englischen Texte in folgende 13 Sprachen übersetzen: Arabisch, Chinesisch, Deutsch, Französisch, Hindi, Indonesisch, Italienisch, Kasachisch, Niederländisch, Portugiesisch, Russisch, Spanisch und Tschechisch. Finanzschwache Zeitungen in Entwicklungsländern erhalten diese Leistungen unentgeltlich.

## Finanzierung
Das Syndikat finanziert sich aus den Beiträgen seiner Mitglieder in den Industriestaaten und aus Zuwendungen privater Stiftungen, darunter das Open Society Institute von George Soros. In Deutschland förderte u. a. die Zeit-Stiftung Ebelin und Gerd Bucerius die Arbeit der Organisation.

## Mitglieder im deutschsprachigen Raum
- Deutschland: Börsen-Zeitung, Financial Times Deutschland (Erscheinen im Dezember 2012 eingestellt), Germania Plus, Handelsblatt, Süddeutsche Zeitung, Die Welt und Wirtschaftswoche[1]
- Österreich: Börsen-Kurier, Die Presse, das Monatsmagazin Raison, Der Standard und die englischsprachige Zeitung The Vienna Review[1]
- Schweiz: L’Agefi (französisch), Der Bund, Tages-Anzeiger und Le Temps (französisch)[1]

## Prominente Autoren
Zu den prominenten Autoren des Syndikats gehören bzw. gehörten Ban Ki-moon, Ian Buruma, Jimmy Carter, Ralf Dahrendorf, Uffe Ellemann-Jensen, Joschka Fischer, Timothy Garton Ash, Michail Gorbatschow, Václav Havel, Bjørn Lomborg, Dominique Moïsi, Joseph Nye, Chris Patten, Michel Rocard, Nouriel Roubini, Jeffrey Sachs, George Soros, Joseph Stiglitz, Hans-Werner Sinn, Carl Bildt, Josep Borrell und Julija Tymoschenko.